# Gunung Batee Kursi
Gunung Batee Kursi är ett berg i Indonesien.   Det ligger i provinsen Aceh, i den västra delen av landet, 1 400 km nordväst om huvudstaden Jakarta. Toppen på Gunung Batee Kursi är 380 meter över havet, eller 67 meter över den omgivande terrängen. Bredden vid basen är 1,8 km.
Terrängen runt Gunung Batee Kursi är platt åt sydost, men åt nordväst är den kuperad.  Trakten runt Gunung Batee Kursi är nära nog obefolkad, med mindre än två invånare per kvadratkilometer. I omgivningarna runt Gunung Batee Kursi växer i huvudsak städsegrön lövskog.